# Пшекруй
«Пшекруй» – польський соціально-культурний журнал, який видавався у Кракові як щотижневик з 1945 по 2013 рік (з перервою у 2002–2009 роках, коли видання відбувалося у Варшаві). З 2016 року виходить у Варшаві як щоквартальник (випуски 3556–3584) та щорічник (з випуску 3585).

## Історія
У грудні 2016 року Томаш Невядомський відновив щоквартальний журнал соціально-культурної тематики, ставши його головним редактором.
У травні 2012 року середній тираж становив 52 225 примірників, а обсяг продажів – 18 749 (за даними ZKDP). У грудні 2016 року перевидання «Пшекрую» планувалося тиражем 50 000, але через великий попит було надруковано додатково 29 900 примірників у грудні  та 60 000 у січні, досягнувши загального обсягу продажів у 100 000. Другий випуск квартальника вийшов тиражем 130 000 примірників та збільшеним обсягом до 164 сторінок (замість 148). Тираж третього випуску також склав 130 000 примірників.
30 листопада 2018 року Пшекруй Sp. z o. o. увійшов до складу Фонду Пшекруя. Томаш Невядомський, колишній власник компанії та головний редактор журналу, став членом ради фонду, а Мілада Єндрисік обійняла посаду головного редактора журналу. З березня 2020 року головним редактором була Йоанна Доманська, а в жовтні 2021 року Сільвія Нємчик змінила її на посаді головного редактора вебсайту.
З 2024 року "Пшекруй" видається щорічно двома мовами — польською та англійською. Також відбулося скорочення штату редакції.

## Вплив на національну культуру
Тижневик «Пшекруй» відігравав значну культуротворчу роль у Польській Народній Республіці,  відкриваючи читачам «вікно у світ»  та пропагуючи західноєвропейську культуру й гарний смак. Барбара Гофф навчала польок модно одягатися, а Ян Камичек – етикету.Сучасне мистецтво, здорове харчування, джаз та автомобілізм набули популярності. Читачі відкрили для себе творчість видатних письменників і митців з усього світу. «Przekrój» популяризував Даніеля Мруза та Славоміра Мрожека, а до його постійних авторів належали, зокрема, Людвік Єжи Керн, Збігнєв Ленгрен, Єжи Вальдорф, Люціан Кідринський та Константи Ільдефонс Галчинський . Знамениті кросворди «Przekrój», що вимагали знань, кмітливості та гумору, стали історією.
З 2005 року редакція присуджує премію «Феномен Пшекруя».
У червні 2011 року Малопольська цифрова бібліотека відкрила онлайн-доступ до архівних випусків тижневика.

## Головні редактори
- Маріан Ейле : 1945–1969
- Мечислав Кєта : 1969–1973
- Мечислав Чума : 1973–2000
- Мацей Пйотр Прус : 2000–2001
- Юзеф Любінський : 2001
- Яцек Раковецький : 2001–2002
- Роман Куркевич : 2002 [14]
- Пьотр Найштуб : 2002–2006
- Маріуш Зьомецький : 2006–2007
- Яцек Ковальчик : 2007–2009
- Катажина Яновська : 2010–2011
- Артур Румянек : 2011 [15]
- Донат Шиллер: вересень – 31 грудня 2011 (після) [15]
- Роман Куркевич : 1 січня 2012 р. [14] – 8 жовтня 2012 р. [16]
- Zuzanna Ziomecka та Marcin Prokop : 2012 [17] – жовтень 2013
- Томаш Невядомський : грудень 2016 – Листопад 2018 року
- Miłada Jędrysik : листопад 2018 – лютий 2020 [6]
- Йоанна Доманська: з березня 2020 – 2021 (веб-сайт: kropka.pl) [9]
- Joanna Domańska: з березня 2020 [7] [8] – тепер (щоквартально) [18]
- Сільвія Немчик: 2021 [9] – сьогодні (веб-сайт: kropka.pl) [18]

## Співробітники
Протягом багатьох років з «Пшекруєм» співпрацювали, серед інших: :
| - Адам Відеманн - Адам Остольський - Анджей Чечот - Анджей Млечко - Анджей Рухаловський - Анджей Сарамонович - Антоній Унєховський - Артур Андрусь - Артур Сандауер - Барбара Хофф - Богдан Кренжель - Богдан Бутенко - Даніель Мруз - Збігнєв Рабштин - Даріуш Бжоска Бжоскевич - Дорота Масловська - Дорота Тераковська - Філіп Лободзінський - Гжегож Дидух - Ігор Залевський - Яцек Нізінкевич - Яцек Подсядло - Якуб Кумох - Якуб Воєводський - Ян Блонський - Ян Бжехва | - Ян Калковський - Ян Лось - Ян Марчін Шанцер - Ян Парандовський - Ян Штаудінгер - Ян Зих - Ян Камичек - Януш Мінкевич - Ярослав Івашкевич - Єжи Бральчик - Єжи Путрамент - Єжи Вальдорф - Юліуш Цвелуч - Юліуш Кидринський - Катажина Коленда-Залеська - Катажина Т. Новак - Казімєж Брандис - Казімєж Куц - Казімєж Вика - Костянтин Гржибовський - Костянтин Ільдефонс Галчинський - Лешек Мазан - Ксаверій Прушинський - Кшиштоф Сковронський | - Леопольд Стафф - Леопольд Тирманд - Люціан Кидринський - Лук'ян Воляновський - Люцина Вінницька - Людвік Єжи Керн - Магда Папузінська - Магдалена Самозванець - Малгожата Барановська - Мануела Ґретковська - Марчін Баран - Марчін Кедрина - Марцін Мацейовський - Марцін Орлінський - Марчін Сендецький - Марцін Свєтліцький - Марек Бєньчик - Марек Рачковський - Марек Жуков-Карчевський - Марія Домбровська - Марія Ясножевська-Павліковська - Міхал Русінек - Міра Міхаловська - Міра Зімінська - Ольгерд Будревич | - Оскар Ланге - Павло Сіто - Павло Вєчорек - Пьотр Цивінський - Роберт Маклович - Роберт Мазурек - Славомир Мрожек - Станіслав Дигать - Станіслав Єжи Лец - Станіслав Лем - Стефанія Гродзенська - Шимон Кобилинський - Тадеуш Мош - Тадеуш Піоро - Вавжинець Смочинський - Вільгельм Сасналь - Войцех Мазовецький - Войцех Плевінський - Збігнєв Ленгрен - Збігнєв Менцель - Збігнєв Роговський - Зофія Стриєнська - Єжи Мікуловський Поморський - Ванда Блонська-Вольфарт |

## Виноски
1. 1 2 3 4  The ISSN portal — Paris: ISSN International Centre, 2005. — ISSN 0033-2488
2. ↑  „Przekrój” wraca jako kwartalnik społeczno-kulturalny, w redakcji Niewiadomski, Jędrysik, Raczkowski i Stawiszyński
3. ↑  Będzie dodruk pierwszego numeru „Przekroju”, w styczniu dodatkowe 30 tys. egz., 23 грудня 2016
4. 1 2  100 tys. sprzedanych egz. pierwszego wydania „Przekroju”, nowy numer w nakładzie 120 tys. egz. (пол.), 14 червня 2017
5. ↑  Drugi numer „Przekroju”: więcej stron, 130 tys. egz. nakładu, reklamy z Raczkowskim i bohaterami rysunków (пол.), 16 березня 2017
6. 1 2  Miłada Jędrysik redaktor naczelną magazynu „Przekrój”. Tomasz Niewiadomski zakłada fundację „Przekrój” (пол.)
7. 1 2  Zmiany w magazynie "Przekrój". Wybrano nową redaktor naczelną (пол.), 21 січня 2020
8. 1 2  Joanna Domańska nową naczelną "Przekroju" (пол.)
9. 1 2 3  Sylwia Niemczyk redaktor naczelną serwisu internetowego „Przekroju” (пол.), 12 жовтня 2021
10. ↑  , tw/pap, "„Przekrój” tylko raz w roku, zwolnienia w redakcji"
11. ↑  , Sebastian Klauziński, "Kultowy „Przekrój” wraca w poniedziałek. Ale nie będzie już tygodnikiem"
12. ↑  Epitafium dla znikającego „Przekroju”. W poniedziałek ukaże się ostatni numer. wyborcza.pl (пол.). 27 вересня 2013.
13. ↑  „Przekrój” dostępny w Małopolskiej Bibliotece Cyfrowej.
14. 1 2  Roman Kurkiewicz naczelnym „Przekroju”, Bartosz Węglarczyk na czele „Sukcesu”. Wirtualnemedia.pl (пол.). 23 грудня 2011.
15. 1 2  Donat Szyller odchodzi z „Przekroju”. Kolejne zwolnienia. Wirtualnemedia.pl (пол.). 30 листопада 2011.
16. ↑  Kurkiewicz i Piątek żegnają się z „Przekrojem”. „Polityczna decyzja, brak wsparcia Presspubliki”. Wirtualnemedia.pl (пол.). 9 жовтня 2012.
17. ↑  „Przekrój” na stałe z 84 stronami. Do końca 2013 roku sprzedaż ma się podwoić (пол.). Wirtualnemedia.pl. 16 жовтня 2012. Процитовано 16 жовтня 2012.
18. 1 2 3  Redakcja. przekroj.pl (пол.).
19. ↑  Przekrój, nr 37-38, Boże Narodzenie, 1945.

## Зовнішні посилання
- Офіційний веб-сайт щорічника (пол.)
- «Przekrój» в електронній версії у форматі Djvu – Малопольська цифрова бібліотека